# أوريك سور لوار
أوريك سور لوار هي بلدة في مقاطعه هوت لوار في جنوب وسط فرنسا.

## السكان

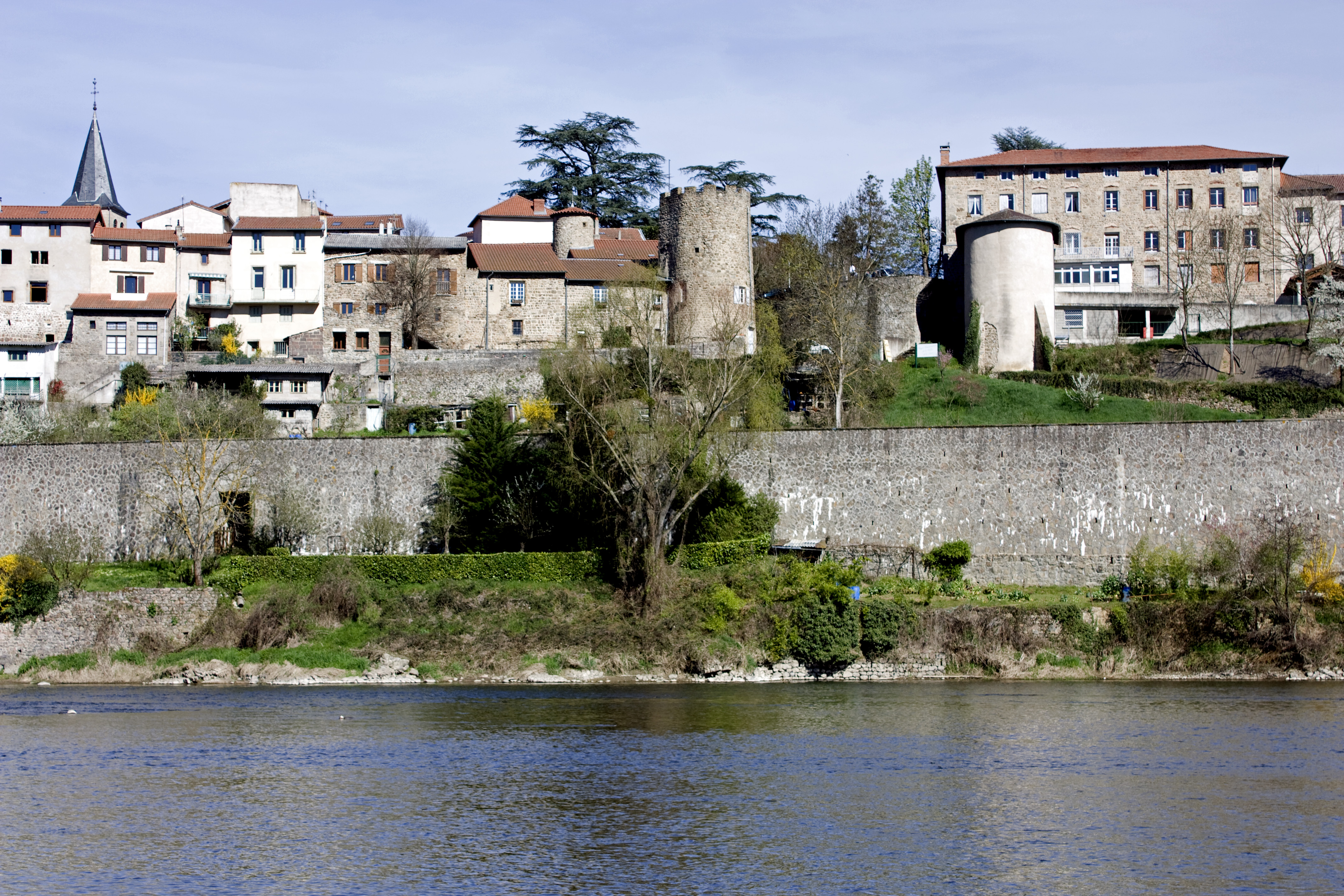
أسوار.
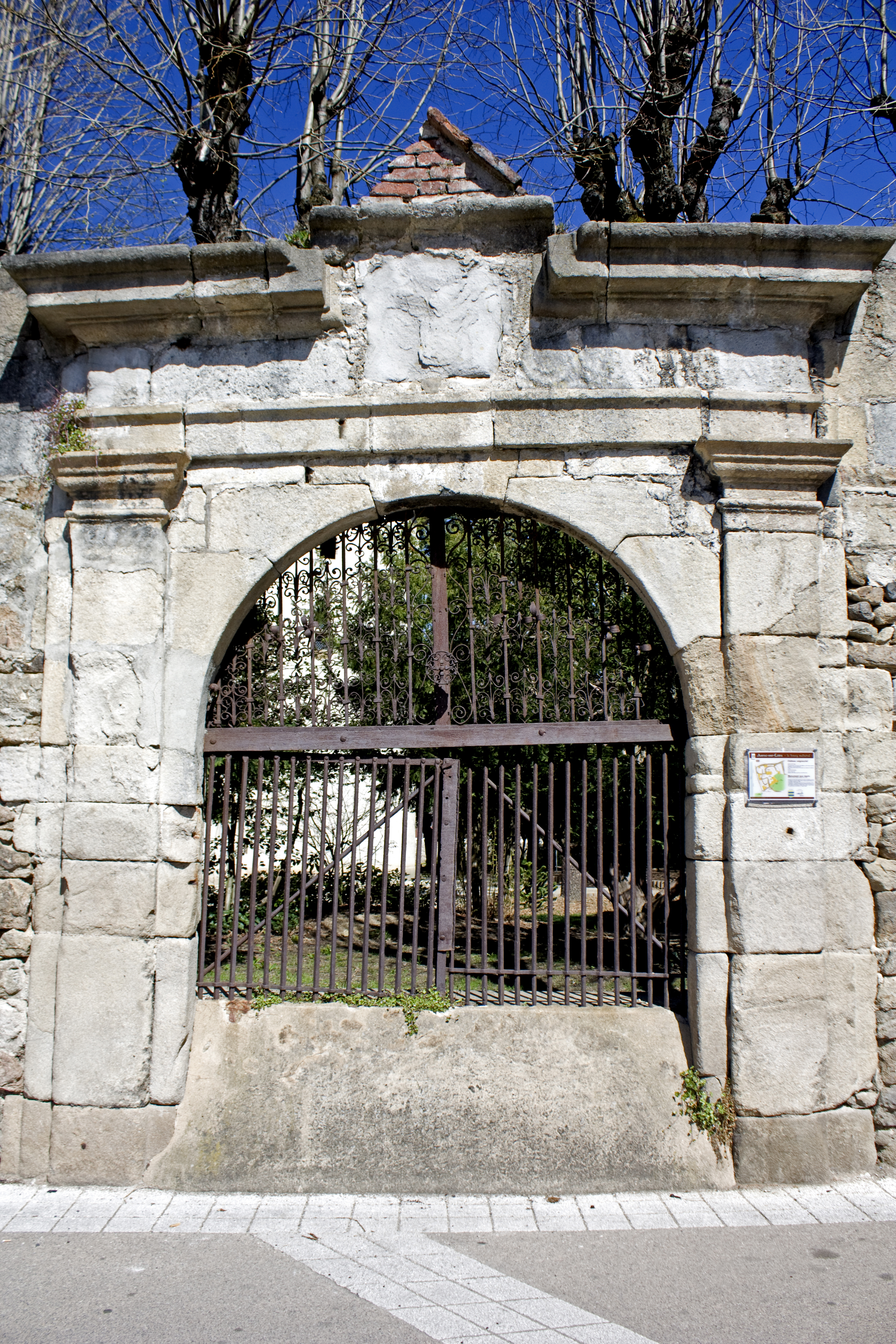
المدخل السابق للقلعة.
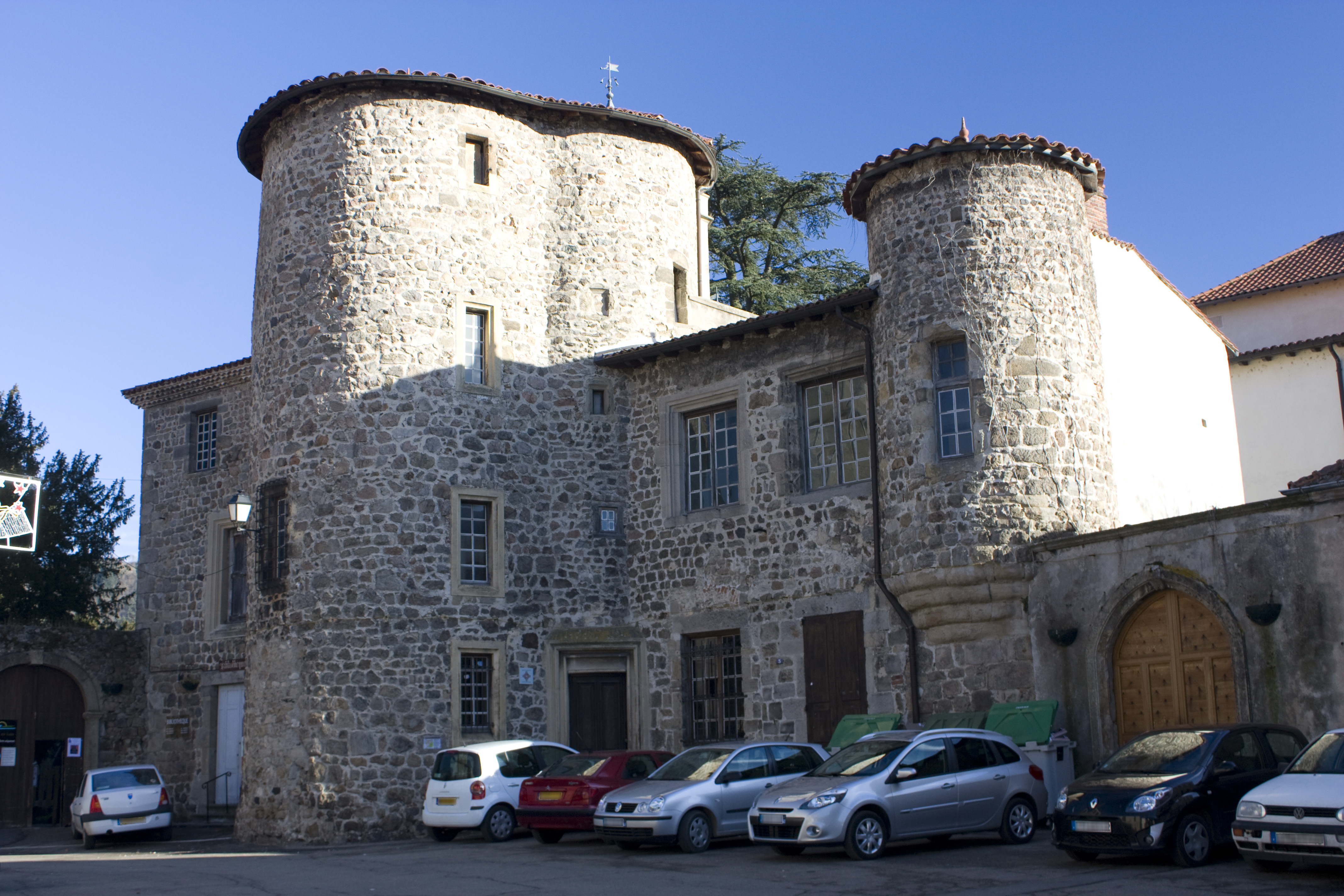
وجه الشمال
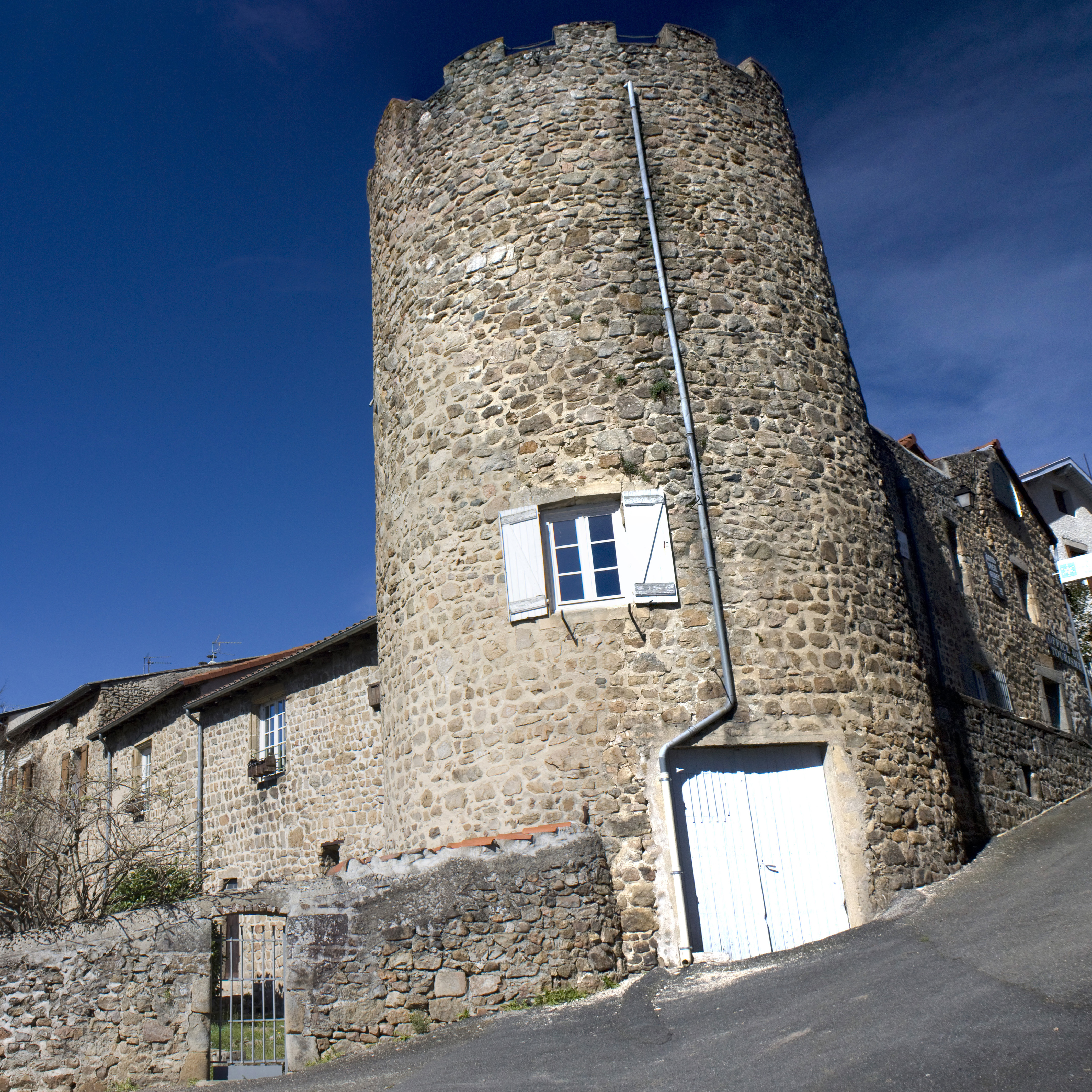
برج البورغنديين.
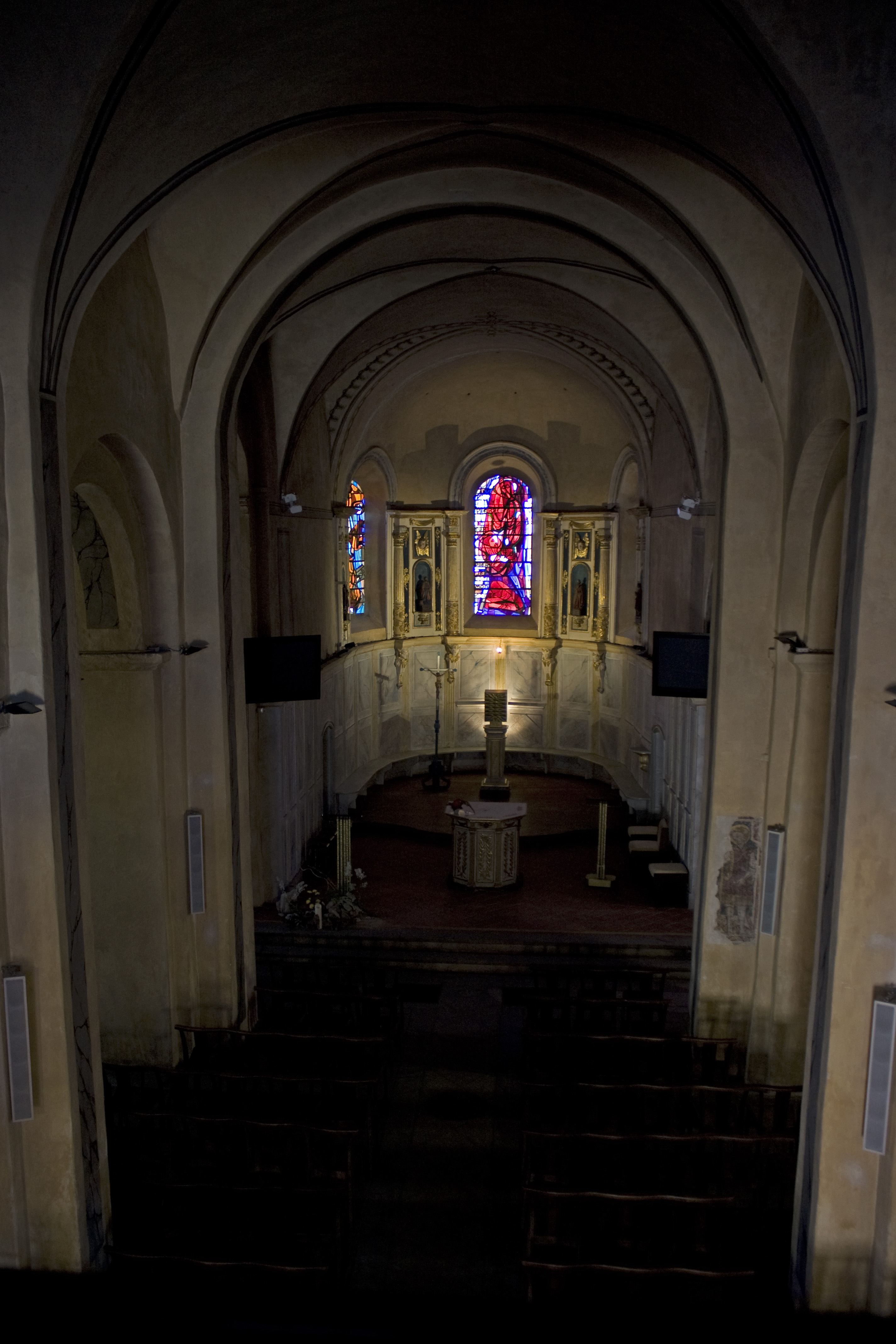
صحن الكنيسة.
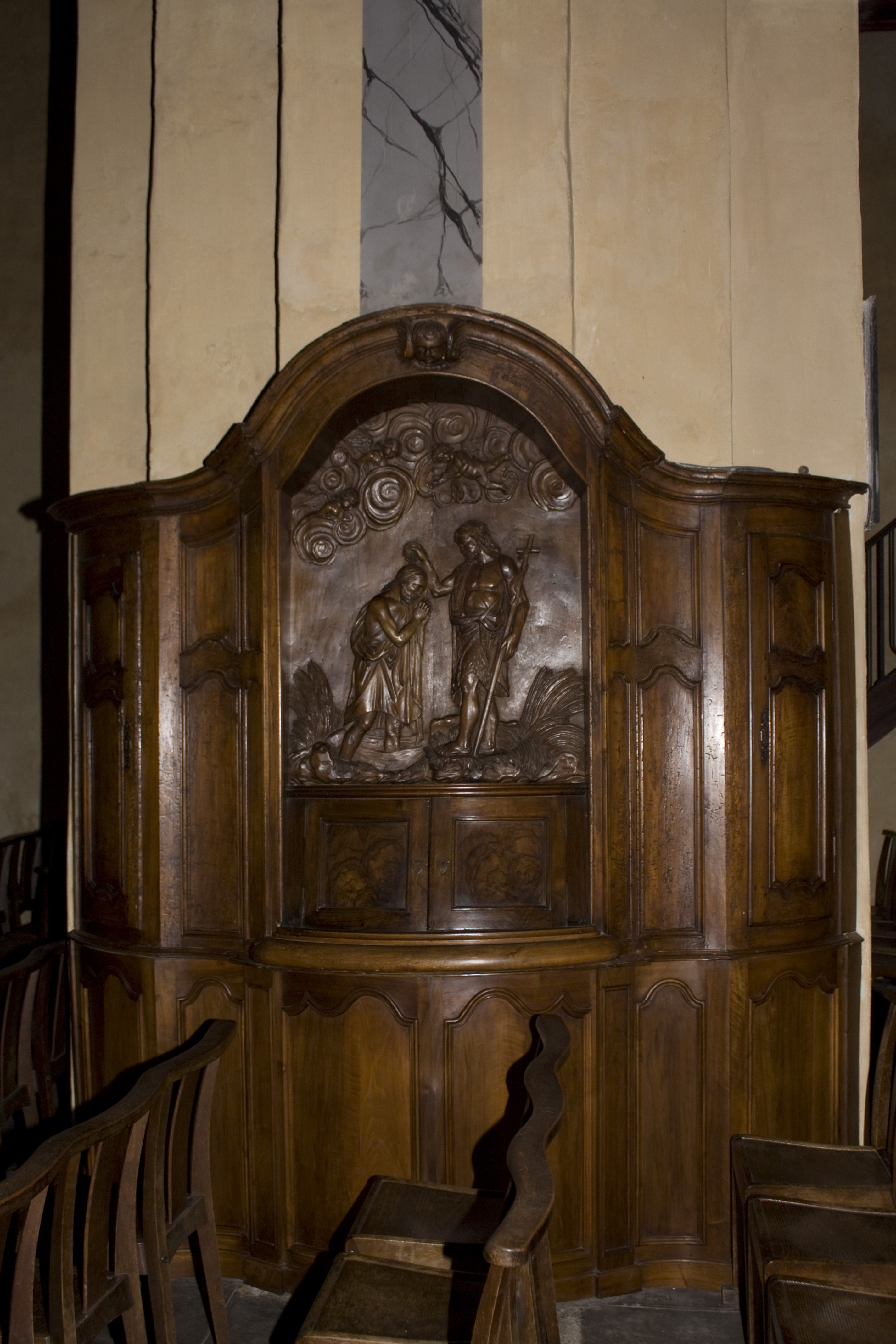
خطوط المعمودية
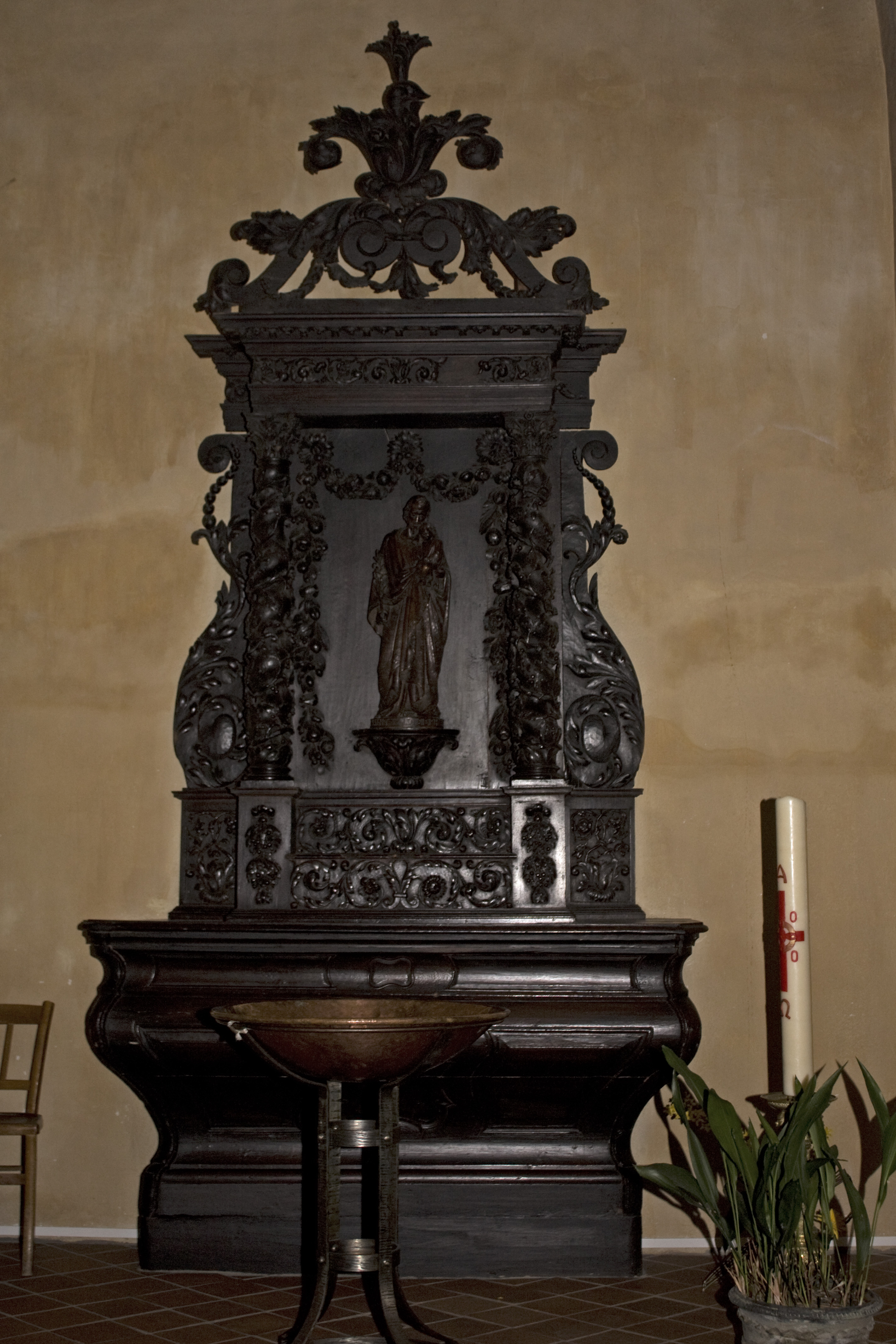
المذبح والمذبح.
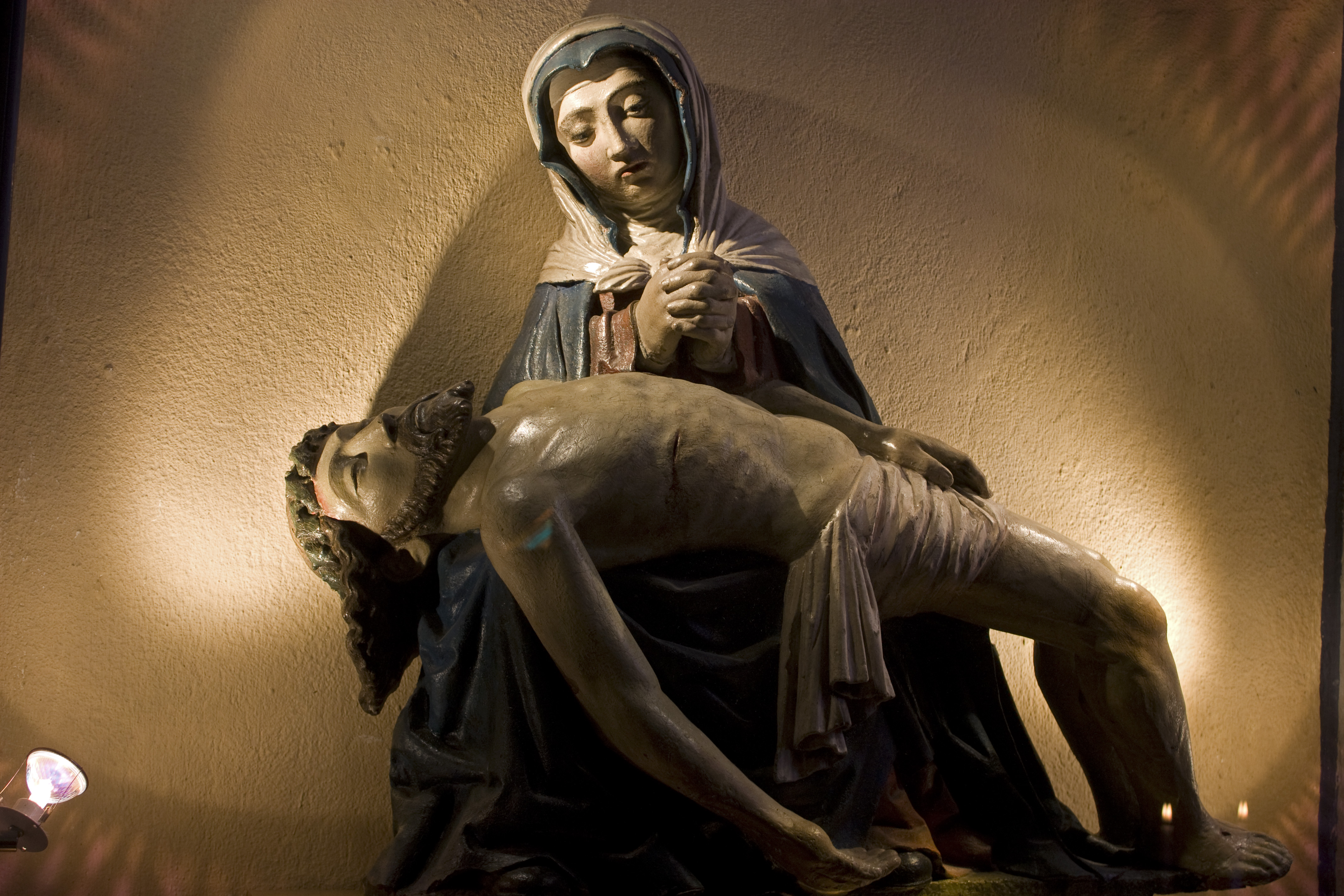
بيتا.
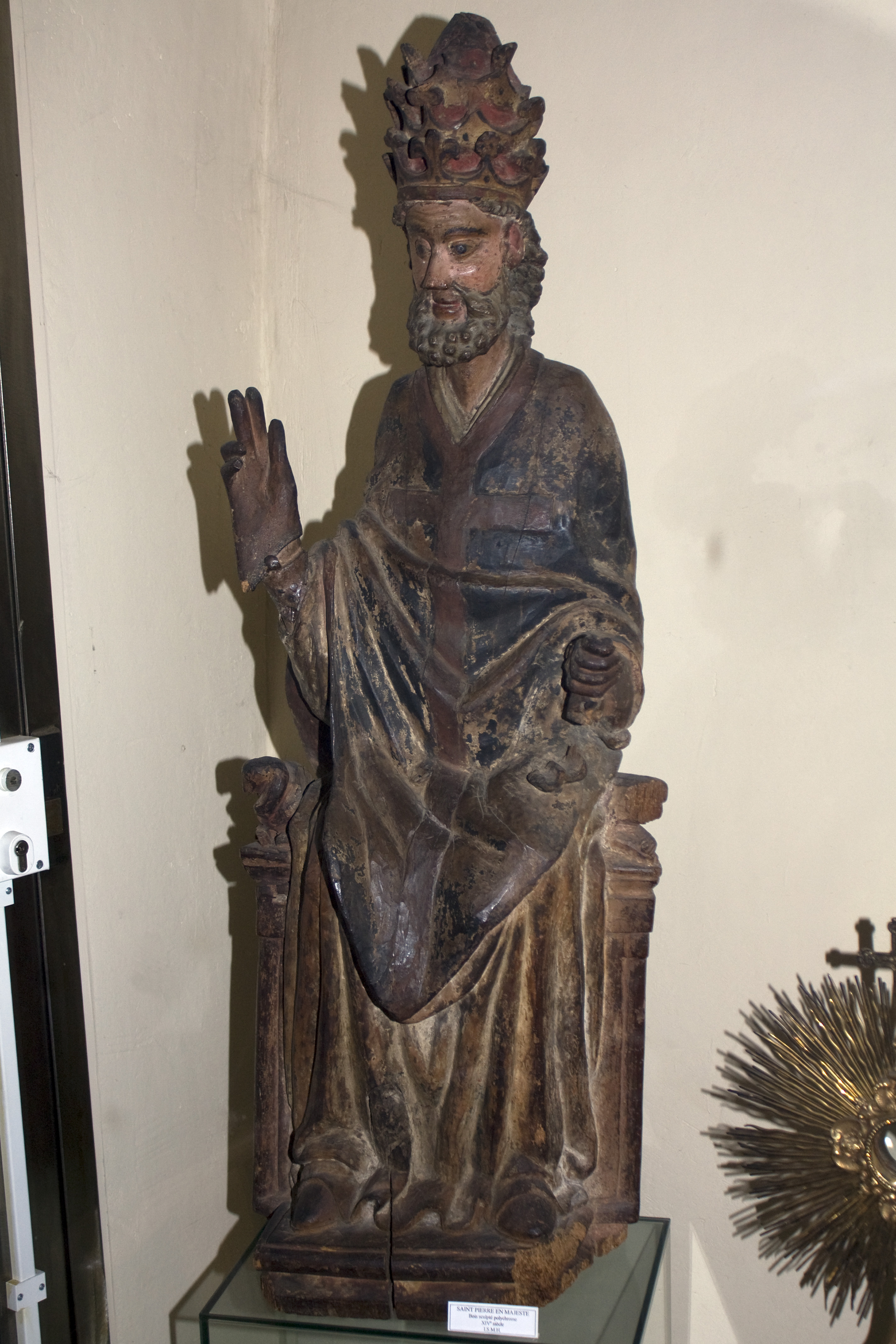
القديس بطرس.
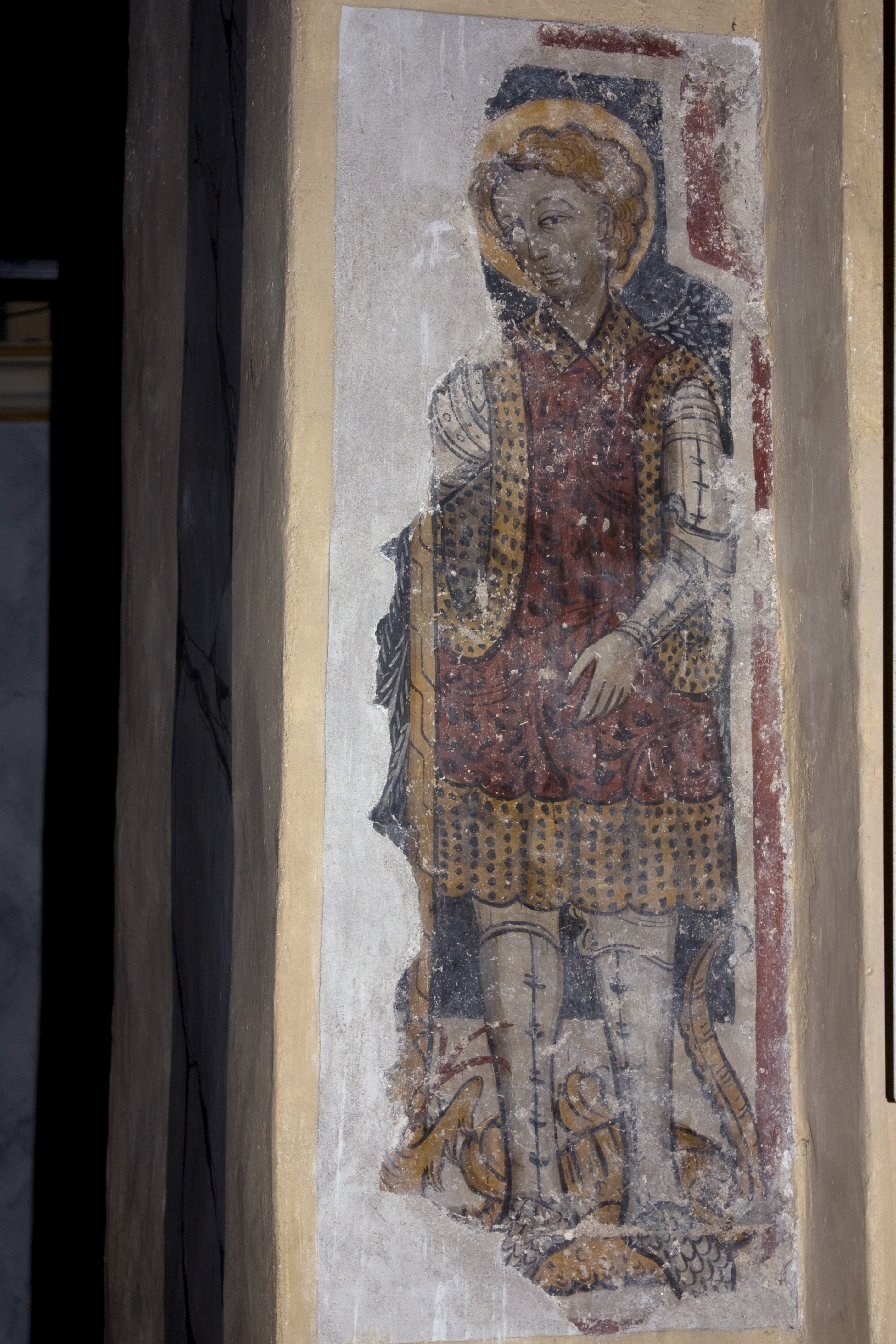
سانت مايكل.